# コンスタンチン・リエーバ

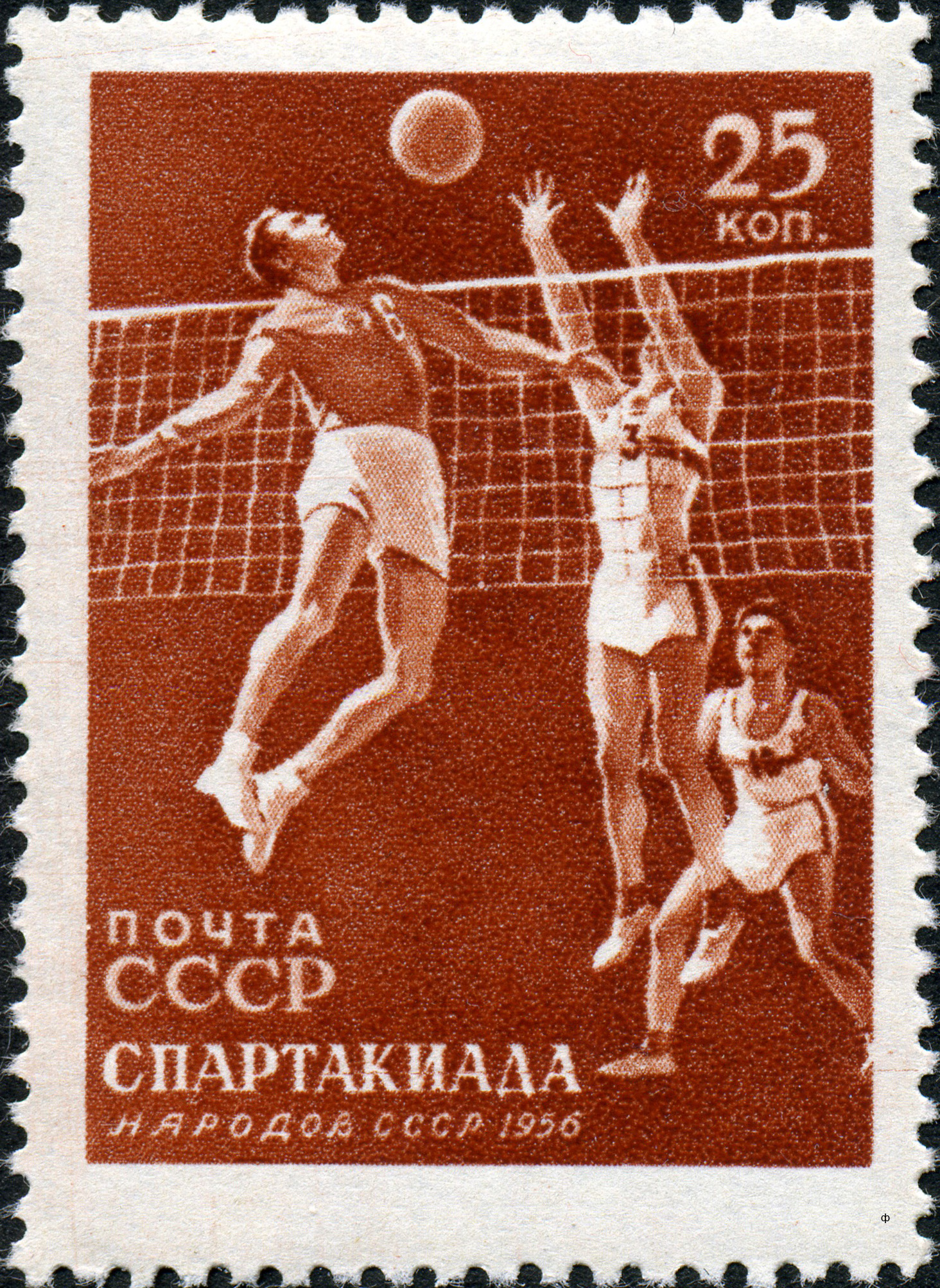
Почтовая марка СССР, посвящённая I Спартакиаде народов СССР.

コンスタンチン・リエーバ（ロシア語: Константин Кузьмич Рева, 1921年4月10日 - 1997年9月1日）は、ソビエト連邦の男子バレーボール選手。

## 来歴
ウクライナで生まれてその後、両親とともにモスクワへ引っ越す。1940年代後半から1950年代初期にかけてソ連代表として活躍し、1949年世界選手権、1952年世界選手権で金メダルを獲得、1950年欧州選手権、1951年欧州選手権で優勝を飾った。
2005年にバレーボール殿堂入りを果たした。

## 球歴
- 世界選手権 - 1949年、1952年（金メダル）、1956年（銅メダル）
- 欧州選手権 - 1950年、1951年（優勝）